# Melliste
Melliste – wieś w Estonii, w prowincji Tartu, w gminie Mäksa.